# Bolszoj Dwor (prigorodnoje sielskoje posielenije)
Bolszoj Dwor (ros. Большой Двор) – wieś (dieriewnia) w Rosji, w obwodzie wołogodzkim, w rejonie sokolskim. W 2021 liczyła 26 mieszkańców.